# Zlatý pohár CONCACAF 2011
Zlatý pohár CONCACAF 2011 bylo 21. mistrovství pořádané fotbalovou asociací CONCACAF. V hostitelské zemi USA bylo na programu 25 zápasů v období od 5. do 25. června roku 2011. Vítězem se stala mexická fotbalová reprezentace, která se tak probojovala na Konfederační pohár FIFA 2013.

## Kvalifikované týmy
Severoamerická zóna - kvalifikováni automaticky:
- USA (hostitel, 11. účast)
- Mexiko (11. účast)
- Kanada (10. účast)

Karibská zóna - kvalifikováni přes Karibský pohár 2010:
- Vítěz:  Jamajka (8. účast)
- 2. místo:  Guadeloupe (3. účast)
- 3. místo:  Kuba (6. účast)
- 4. místo:  Grenada (2. účast)

Středoamerická zóna - kvalifikováni přes Středoamerický pohár 2011:
- Vítěz:  Honduras (10. účast)
- 2. místo:  Kostarika (10. účast)
- 3. místo:  Panama (5. účast)
- 4. místo:  Salvador (7. účast)
- 5. místo:  Guatemala (9. účast)

Pozn. Účasti počítány od roku 1991.

## Základní skupiny
| Vysvětlivky | Vysvětlivky                                                                                  |
| ----------- | -------------------------------------------------------------------------------------------- |
|             | První dva týmy z každé skupiny a nejlepší dva týmy na třetích místech postoupily do play off |

### Skupina A
| Tým       | Z | V | R | P | VG | IG | +/- | B |
| --------- | - | - | - | - | -- | -- | --- | - |
| Mexiko    | 3 | 3 | 0 | 0 | 14 | 1  | +13 | 9 |
| Kostarika | 3 | 1 | 1 | 1 | 7  | 5  | +2  | 4 |
| Salvador  | 3 | 1 | 1 | 1 | 7  | 7  | 0   | 4 |
| Kuba      | 3 | 0 | 0 | 3 | 1  | 16 | −15 | 0 |

| 5. června 2011 18:00 (17:00 UTC-5)              |        |      |                                                                             |
| Kostarika                                       | 5 – 0  | Kuba | Cowboys Stadium, Arlington diváci: 80 108 rozhodčí: Roberto Moreno (Panama) |
| Ureña 7', 46' Saborío 41' Mora 47' Campbell 71' | Report |      | Cowboys Stadium, Arlington diváci: 80 108 rozhodčí: Roberto Moreno (Panama) |

| 5. června 2011 20:00 (19:00 UTC-5)                           |        |          |                                                                                  |
| Mexiko                                                       | 5 – 0  | Salvador | Cowboys Stadium, Arlington diváci: 80 108 rozhodčí: Enrico Wijngaarde (Suriname) |
| Juárez 55' de Nigris 58' J. Hernández 60', 67', 90+5' (pen.) | Report |          | Cowboys Stadium, Arlington diváci: 80 108 rozhodčí: Enrico Wijngaarde (Suriname) |

| 9. června 2011 19:00 (19:00 UTC-4) |        |            |                                                                                          |
| Kostarika                          | 1 – 1  | Salvador   | Bank of America Stadium, Charlotte diváci: 46 012 rozhodčí: Jair Marrufo (United States) |
| Brenes 90+5'                       | Report | Zelaya 45' | Bank of America Stadium, Charlotte diváci: 46 012 rozhodčí: Jair Marrufo (United States) |

| 9. června 2011 21:00 (21:00 UTC-4) |        |                                                         |                                                                                         |
| Kuba                               | 0 – 5  | Mexiko                                                  | Bank of America Stadium, Charlotte diváci: 46 012 rozhodčí: Courtney Campbell (Jamaica) |
|                                    | Report | J. Hernández 35', 76' dos Santos 63', 68' de Nigris 65' | Bank of America Stadium, Charlotte diváci: 46 012 rozhodčí: Courtney Campbell (Jamaica) |

| 12. června 2011 18:00 (17:00 UTC-5)                                 |        |             |                                                                                   |
| Salvador                                                            | 6 – 1  | Kuba        | Soldier Field, Chicago diváci: 62 000 rozhodčí: Neal Brizan (Trinidad and Tobago) |
| Zelaya 13', 71' Romero 29' Blanco 69' Alvarez 84' Quintanilla 90+4' | Report | Márquez 83' | Soldier Field, Chicago diváci: 62 000 rozhodčí: Neal Brizan (Trinidad and Tobago) |

| 12. června 2011 20:00 (19:00 UTC-5)       |        |           |                                                                         |
| Mexiko                                    | 4 – 1  | Kostarika | Soldier Field, Chicago diváci: 62 000 rozhodčí: Roberto Moreno (Panama) |
| Márquez 17' Guardado 19', 26' Barrera 38' | Report | Ureña 69' | Soldier Field, Chicago diváci: 62 000 rozhodčí: Roberto Moreno (Panama) |

### Skupina B
| Tým       | Z | V | R | P | VG | IG | +/- | B |
| --------- | - | - | - | - | -- | -- | --- | - |
| Jamajka   | 3 | 3 | 0 | 0 | 7  | 0  | +7  | 9 |
| Honduras  | 3 | 1 | 1 | 1 | 7  | 2  | +5  | 4 |
| Guatemala | 3 | 1 | 1 | 1 | 4  | 2  | +2  | 4 |
| Grenada   | 3 | 0 | 0 | 3 | 1  | 15 | −14 | 0 |

| 10. června 2011 19:00 (19:00 UTC-4) |        |           |                                                                         |
| Jamajka                             | 2 – 0  | Guatemala | FIU Stadium, Miami diváci: 18 057 rozhodčí: Walter Quesada (Costa Rica) |
| Phillips 66', 76'                   | Report |           | FIU Stadium, Miami diváci: 18 057 rozhodčí: Walter Quesada (Costa Rica) |

| 10. června 2011 21:00 (21:00 UTC-4) |        |                                                                    |                                                                   |
| Grenada                             | 1 – 7  | Honduras                                                           | FIU Stadium, Miami diváci: 18 057 rozhodčí: David Gantar (Canada) |
| Murray 20'                          | Report | Bengtson 26', 37' Costly 28', 67', 71' W. Martínez 88' Mejía 90+3' | FIU Stadium, Miami diváci: 18 057 rozhodčí: David Gantar (Canada) |

| 13. června 2011 19:00 (19:00 UTC-4)            |        |         |                                                                                    |
| Guatemala                                      | 4 – 0  | Grenada | Red Bull Arena, Harrison diváci: 25 000 rozhodčí: Baldomero Toledo (United States) |
| del Aguila 16' Pappa 22' Ruiz 54' Gallardo 59' | Report |         | Red Bull Arena, Harrison diváci: 25 000 rozhodčí: Baldomero Toledo (United States) |

| 13. června 2011 21:00 (21:00 UTC-4) |        |             |                                                                              |
| Honduras                            | 0 – 1  | Jamajka     | Red Bull Arena, Harrison diváci: 25 000 rozhodčí: Joel Aguilar (El Salvador) |
|                                     | Report | Johnson 36' | Red Bull Arena, Harrison diváci: 25 000 rozhodčí: Joel Aguilar (El Salvador) |

### Skupina C
| Tým        | Z | V | R | P | VG | IG | +/- | B |
| ---------- | - | - | - | - | -- | -- | --- | - |
| Panama     | 3 | 2 | 1 | 0 | 6  | 4  | +2  | 7 |
| USA        | 3 | 2 | 0 | 1 | 4  | 2  | +2  | 6 |
| Kanada     | 3 | 1 | 1 | 1 | 2  | 3  | −1  | 4 |
| Guadeloupe | 3 | 0 | 0 | 3 | 2  | 5  | −3  | 0 |

| 7. června 2011 18:00 (18:00 UTC-4)    |        |                 |                                                                         |
| Panama                                | 3 – 2  | Guadeloupe      | Ford Field, Detroit diváci: 28 209 rozhodčí: Marlon Mejia (El Salvador) |
| Pérez 29' Tejada 31' Gómez 57' (pen.) | Report | Jovial 65', 78' | Ford Field, Detroit diváci: 28 209 rozhodčí: Marlon Mejia (El Salvador) |

| 7. června 2011 20:00 (20:00 UTC-4) |        |        |                                                                       |
| USA                                | 2 – 0  | Kanada | Ford Field, Detroit diváci: 28 209 rozhodčí: Walter López (Guatemala) |
| Altidore 15' Dempsey 62'           | Report |        | Ford Field, Detroit diváci: 28 209 rozhodčí: Walter López (Guatemala) |

| 11. června 2011 18:00 (18:00 UTC-4) |        |            |                                                                                |
| Kanada                              | 1 – 0  | Guadeloupe | Raymond James Stadium, Tampa diváci: 27 731 rozhodčí: Trevor Taylor (Barbados) |
| De Rosario 51' (pen.)               | Report |            | Raymond James Stadium, Tampa diváci: 27 731 rozhodčí: Trevor Taylor (Barbados) |

| 11. června 2011 20:00 (20:00 UTC-4) |        |                                    |                                                                                |
| USA                                 | 1 – 2  | Panama                             | Raymond James Stadium, Tampa diváci: 27 731 rozhodčí: Marco Rodríguez (Mexico) |
| Goodson 66'                         | Report | Goodson 19' (vl.) Gómez 36' (pen.) | Raymond James Stadium, Tampa diváci: 27 731 rozhodčí: Marco Rodríguez (Mexico) |

| 14. června 2011 19:00 (18:00 UTC-5) |        |              |                                                                                         |
| Kanada                              | 1 – 1  | Panama       | Livestrong Sporting Park, Kansas City diváci: 20 109 rozhodčí: Walter López (Guatemala) |
| De Rosario 62' (pen.)               | Report | Tejada 90+1' | Livestrong Sporting Park, Kansas City diváci: 20 109 rozhodčí: Walter López (Guatemala) |

| 14. června 2011 21:00 (20:00 UTC-5) |        |             |                                                                                           |
| Guadeloupe                          | 0 – 1  | USA         | Livestrong Sporting Park, Kansas City diváci: 20 109 rozhodčí: Jeffrey Solis (Costa Rica) |
|                                     | Report | Altidore 9' | Livestrong Sporting Park, Kansas City diváci: 20 109 rozhodčí: Jeffrey Solis (Costa Rica) |

### Žebříček týmů na třetích místech
Dva nejlepší týmy na třetích místech postoupily také do čtvrtfinále.
| Sk. | Tým       | Z | V | R | P | VG | IG | +/- | B |
| --- | --------- | - | - | - | - | -- | -- | --- | - |
| B   | Guatemala | 3 | 1 | 1 | 1 | 4  | 2  | +2  | 4 |
| A   | Salvador  | 3 | 1 | 1 | 1 | 7  | 7  | 0   | 4 |
| C   | Kanada    | 3 | 1 | 1 | 1 | 2  | 3  | −1  | 4 |

## Play off

### Čtvrtfinále
| 18. června 2011 17:00 (17:00 UTC-4) |                |              |                                                                                           |
| Kostarika                           | 1 – 1 (prodl.) | Honduras     | New Meadowlands Stadium, East Rutherford diváci: 78 807 rozhodčí: Roberto Moreno (Panama) |
| Marshall 56'                        | Report         | Bengtson 49' | New Meadowlands Stadium, East Rutherford diváci: 78 807 rozhodčí: Roberto Moreno (Panama) |

|                              |       | Penaltový rozstřel                 |  |
| Borges Ruiz Saborío Campbell | 2 – 4 | Costly Bernárdez Palacios Bengtson |  |

| 18. června 2011 20:00 (20:00 UTC-4) |        |           |                                                                                               |
| Mexiko                              | 2 – 1  | Guatemala | New Meadowlands Stadium, East Rutherford diváci: 78 807 rozhodčí: Courtney Campbell (Jamaica) |
| de Nigris 48' J. Hernández 66'      | Report | Ruiz 5'   | New Meadowlands Stadium, East Rutherford diváci: 78 807 rozhodčí: Courtney Campbell (Jamaica) |

| 19. června 2011 15:00 (15:00 UTC-4) |        |                              |                                                                                 |
| Jamajka                             | 0 – 2  | USA                          | RFK Stadium, Washington, D.C. diváci: 45 424 rozhodčí: Marco Rodríguez (Mexico) |
|                                     | Report | Taylor 49' (vl.) Dempsey 79' | RFK Stadium, Washington, D.C. diváci: 45 424 rozhodčí: Marco Rodríguez (Mexico) |

| 19. června 2011 18:00 (18:00 UTC-4) |                |                   |                                                                                    |
| Panama                              | 1 – 1 (prodl.) | Salvador          | RFK Stadium, Washington, D.C. diváci: 45 424 rozhodčí: Walter Quesada (Costa Rica) |
| Tejada 90'                          | Report         | Zelaya 78' (pen.) | RFK Stadium, Washington, D.C. diváci: 45 424 rozhodčí: Walter Quesada (Costa Rica) |

|                                        |       | Penaltový rozstřel           |  |
| Barahona Rentería Godoy Amílcar Tejada | 5 – 3 | D. Alas Romero Zelaya Flores |  |

### Semifinále
| 22. června 2011 19:00 (18:00 UTC-5) |        |        |                                                                                |
| USA                                 | 1 – 0  | Panama | Reliant Stadium, Houston diváci: 70 627 rozhodčí: Enrico Wijngaarde (Suriname) |
| Dempsey 76'                         | Report |        | Reliant Stadium, Houston diváci: 70 627 rozhodčí: Enrico Wijngaarde (Suriname) |

| 22. června 2011 22:00 (21:00 UTC-5) |                |                                |                                                                            |
| Honduras                            | 0 – 2 (prodl.) | Mexiko                         | Reliant Stadium, Houston diváci: 70 627 rozhodčí: Walter López (Guatemala) |
|                                     | Report         | de Nigris 93' J. Hernández 99' | Reliant Stadium, Houston diváci: 70 627 rozhodčí: Walter López (Guatemala) |

### Finále
| 25. června 2011 21:00 (18:00 UTC-7) |        |                                              |                                                                         |
| USA                                 | 2 – 4  | Mexiko                                       | Rose Bowl, Pasadena diváci: 93 420 rozhodčí: Joel Aguilar (El Salvador) |
| Bradley 8' Donovan 23'              | Report | Barrera 29', 50' Guardado 36' dos Santos 76' | Rose Bowl, Pasadena diváci: 93 420 rozhodčí: Joel Aguilar (El Salvador) |

## Vítěz
| Zlatý pohár CONCACAF 2011 Mexiko 9. titul |